# Andrzej Borowczyk
Andrzej Borowczyk (ur. 1950) – polski dziennikarz sportowy, komentator motoryzacyjny, publicysta.

## Życiorys
Andrzej Borowczyk  ukończył I Liceum Ogólnokształcące im. Mikołaja Kopernika w Łodzi.
Komentował wyścigi Formuły 1 wraz z Włodzimierzem Zientarskim na przełomie lat 80. i 90. w TVP. Pod koniec lat 90. w Wizji Sport prowadził program Rajd z Hołkiem. W latach 2004–2006  wraz z Adrianem Skubisem, a później z Mikołajem Sokołem, komentował zawody motorowe w TV4. W 2007 roku przeszedł do stacji Polsat, gdzie wraz z Mikołajem Sokołem (2007–2009), Maurycym Kochańskim (2009–2012) oraz Grzegorzem Jędrzejewskim (2013–2015) zajmował się komentowaniem zawodów Formuły 1, niektórych wyścigów Porsche Supercup, GP2, GP3  oraz Rajdowych mistrzostw świata.
W 2011 roku użyczył głosu w filmie Auta 2. W 2014 roku użyczył głosu jako komentator w grze komputerowej F1 2014. Od marca 2019 roku komentował skróty wyścigów Formuły 1 w Polsacie Sport. 6 maja 2019 ogłoszony został jego powrót do komentowania całych wyścigów Formuły 1 w Eleven Sports.
Jest pierwszym polskim dziennikarzem posiadającym stałą akredytację Międzynarodowej Federacji Samochodowej (FIA). Pełni funkcję dyrektora do spraw mediów Rajdu Polski.

## Nominacje
W 2008 roku wraz z Mikołajem Sokołem został nominowany do nagrody Telekamery w kategorii komentatorzy sportowi.